# Hans Österman
Hans Österman, född 1978, är en svensk bordshockeyspelare och journalist. Han vann bordshockey-VM 1997 i Helsingfors, 2001 i Plzen och 2005 i Riga. Han har även vunnit bordshockey-SM åtta gånger, senast 2024.
Hans Österman är journalist på Aftonbladet.

## Meriter
Placeringar i VM i bordshockey
- 1995: 3
- 1997: 1
- 1999: 5
- 2001: 1
- 2003: 3
- 2005: 1
- 2007: 3
- 2009: 5
- 2011: 19
- 2015: 10
- 2017: 9
- 2023: 6
- 2025: 17

Placeringar i bordshockey-SM
- 1992: 26
- 1993: 14
- 1994: 3
- 1995: 3
- 1996: 3
- 1997: 3
- 1998: 3
- 1999: 1
- 2001: 3
- 2002: 3
- 2003: 1
- 2004: 1
- 2005: 5
- 2006: 3
- 2007: 5
- 2008: 1
- 2009: 1
- 2010: 29
- 2011: 6
- 2014: 1
- 2015: 2
- 2016: 3
- 2017: 3
- 2018: 1
- 2022: 7
- 2023: 5
- 2024: 1
- 2025: 2

Vinster i Euroleague/World Table Hockey Tour
- 2003/04: Riga Cup, SM & Czech Open
- 2005/06: Öresund Cup
- 2006/07: Öresund Cup & Oslo Open
- 2007/08: Oslo Open & SM
- 2008/09: SM
- 2015/16: Swedish Masters
- 2016/17: Stockholm Open
- 2017/18: Stockholm Open
- 2018/19: Göteborg Open
- 2024/25: Närke Table Hockey Cup